# Melanozytom
Ein Melanozytom, auch als magnozellulärer Nävus bezeichnet, ist ein relativ seltener gutartiger Tumor der vor allem im Bereich des Auges, aber auch den Hirnhäuten auftreten kann. In der englischsprachigen Fachliteratur lautet die Bezeichnung melanocytoma.

## Ätiologie und Epidemiologie
Die Ursache von Melanozytomen ist unbekannt. Vermutlich entwickeln sich die Tumoren aus uvealen bzw. leptomeningealen Melanozyten. Melanozytome sind eher selten und vor allem bei dunkelhäutigen weiblichen Patienten mittleren Lebensalters zu finden. Melanozytome sind möglicherweise angeboren.

## Pathologie und Diagnostik

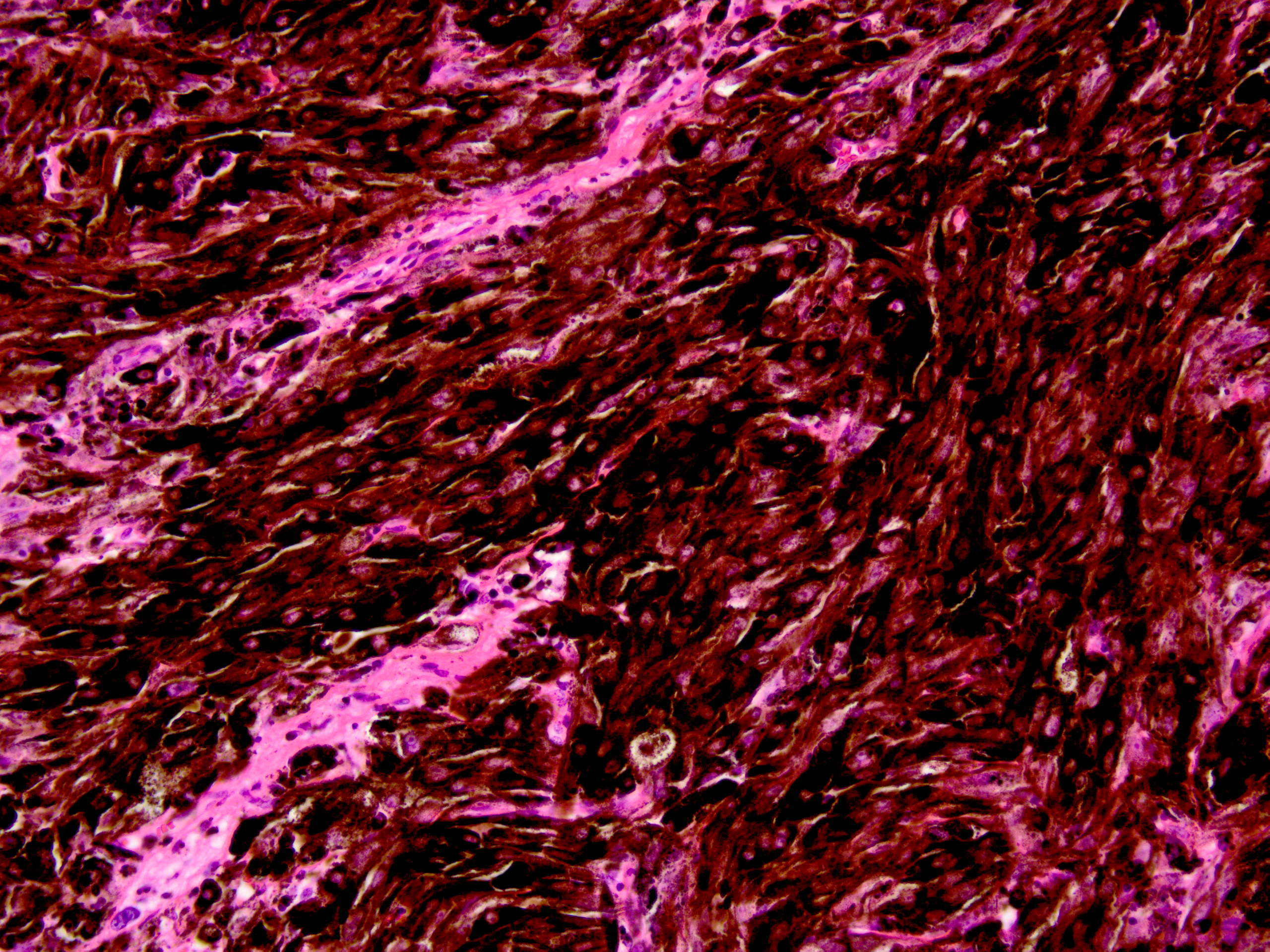
Histopathologie des Melanozytoms mit melaninbeladenen Tumorzellen (braun). Hämatoxylin-Eosin-Färbung.

Melanozytome sind tiefschwarze Tumoren. Sie bestehen aus magnozellulären Nävuszellen; große zytoplasmareiche Zellen mit maximaler Pigmentierung. Nach einer Depigmentierung sieht man kleine einheitliche Zellkerne. Die Zellen proliferieren normal, der Tumor wächst nur selten und dann sehr langsam. Im Bereich des Auges treten Melanozytome meist nur in einem Auge auf (unilateral); in Einzelfällen wurden auch bilaterale Melanozytome beschrieben. Abzugrenzen sind Melanozytome vom Aderhautnävus, vom bösartigen Aderhautmelanom (ein malignes uveales Melanom) und von melanozytären Nävi.

## Therapie und Prognose
Ein Melanozytom wird normalerweise nicht behandelt. Es genügt die gelegentliche Beobachtung, um ein malignes Melanom auszuschließen. Ein Melanozytom selbst entartet nur in sehr selten Fällen zu einem bösartigen Tumor.

## Veterinärmedizin
Melanozytome sind auch bei verschiedenen Kleintieren, wie beispielsweise Hunden, zu beobachten.

## Weiterführende Literatur
- A. J. Augustin: Intraokulare Tumoren. Verlag Springer, 2007, S. 477. ISBN 3-540-30454-1
- R. Caruso u. a.: Intramedullary melanocytoma: case report and review of literature. In: Tumori 95, 2009, S. 389–393. PMID 19688984 (Review)
- D. D. Esmaili u. a.: Ocular melanocytoma. In: Int Ophthalmol Clin 49, 2009, S. 165–175. PMID 19125075 (Review)
- P. Quatresooz u. a.: Highlighting the immunohistochemical profile of melanocytomas: review. In: Oncol Rep 19, 2008, S. 1367–1372. PMID 18497938 (Review)
- J. A. Shields u. a.: Melanocytoma of the optic disk: a review. In: Surv Ophthalmol 51, 2006, S. 93–104. PMID 16500211 (Review)
- H. Demirci u. a.: Iris melanocytoma: clinical features and natural course in 47 cases. In: Am J Ophthalmol 139, 2005, S. 468–475. PMID 15767055 (Review)